# Ioan al II-lea al Constantinopolului
Ioan al II-lea (în greacă Ιωάννης Β΄ Καππαδόκης, transliterat: Ioannis V΄ Kappadokis; n. secolul al V-lea d.Hr. – d. 19 ianuarie 520 d.Hr.) a fost patriarhul Constantinopolului din 17 aprilie 518 până în 19 ianuarie 520. Perioada păstoririi sale este notabilă pentru reunificarea bisericilor răsăritene și apusene după o schismă care a durat 34 de ani. Patriarhul Ioan al II-lea a fost canonizat de Biserica Ortodoxă, fiind prăznuit ca sfânt în ziua de 30 august.

## Biografie
A fost preot și colaborator apropiat (syncellus) al patriarhului monofizit Timotei I. La moartea lui Timotei, a fost întronizat ca patriarh al Constantinopolului în vremea împăratului Anastasie I (491-518), care a murit la 9 iulie 518. Vremea păstoririi sale a fost tulburată de erezia monofizită, printre adepții căreia se aflate și fostul împărat Anastasie.
Noul împărat Iustin I (518-527), care avea convingeri religioase ortodoxe, a intrat în catedrală duminica 15 iulie 518, iar mulțimea prezentă acolo l-a aclamat și a cerut recunoașterea hotărârilor Sinodului Ecumenic de la Calcedon (451), anatemizarea patriarhului Sever al Antiohiei și unificarea bisericilor răsăritene și apusene. Patriarhul Ioan a acceptat imediat să susțină nouă politică religioasă a împăratului care prevedea: ruptura cu monofiziții, abrogarea Henotikonului și reconcilierea cu papalitatea. În ziua de 20 iulie 518 a adunat un sinod de patruzeci de episcopi, care au redat legitimitate hotărârilor Sinodului Ecumenic de la Calcedon, i-au înscris în diptice pe papa Leon I (440-461) și papa în funcție Hormisdas și l-au condamnat pe ereticul Sever al Antiohiei. Ca urmare a hotărârilor acestui sinod, împăratul Iustin a cerut înscrierea în diptice a Sinodului de la Calcedon și reprimirea tuturor clericilor care au fost alungați în timpul domniei lui Anastasie. Circa 2500 de episcopi au aprobat legitimarea hotărârilor Sinodului Ecumenic de la Calcedon în timpul domniei lui Iustin.
Patriarhul Ioan i-a scris papei la două săptămâni după momentul aclamațiilor, spunând că a legitimat hotărârile celor patru sinoade ecumenice care avuseseră loc până atunci și că numele papilor Leon și Hormisdas fuseseră înscrise în diptice, iar împăratul Iustin l-a rugat pe papă să accepte dorința patriarhului Ioan de reunificare a bisericilor. Trimișii papei au cerut, înainte de începerea negocierilor privind reunificarea Bisericilor, ca patriarhul Acachie (471-489), responsabil de promulgarea Henotikonului, să fie anatemizat în mod explicit. Delegația oficială a papei Hormisdas a sosit la Constantinopol pe 25 martie 519; patriarhul a primit scrisoarea papei pe 28 martie și, declarându-și adeziunea, a scris un mic adaos. Ioan al II-lea a trebuit în cele din urmă, la solicitarea papei, să șteargă din diptice numele a cinci patriarhi (Acachie și succesorii săi, Fravitta, Eufemie, Macedonie și Timotei) și a doi împărați (Zenon și Anastasie), iar toți episcopii și toți stareții aflați sub jurisdicția Constantinopolului și-au dat acordul în scris, după ce unii dintre ei încercaseră anterior să formuleze unele rezerve. Astfel, în 31 martie, ziua sărbătorii Paștelui, s-a sărbătorit cu mare fast în Hagia Sofia reunirea Bisericilor „vechii și noii Rome”. Delegații papali au trimis un raport amănunțit la Roma, susținând că mai trebuiau realizate negocieri doar cu Patriarhia Antiohiei.
Într-o scrisoare din anul 518, adresată patriarhului Ioan de clericii din Antiohia, este întâlnită pentru prima dată adresarea cu titlul de „patriarh ecumenic”.
Patriarhul Ioan a murit la 19 ianuarie 520 și a fost canonizat mai târziu de Biserica Ortodoxă.

## Opere păstrate
- Clavis Patrum Græcorum 6828-6835.